# Jacob Hödl
Jacob Hödl, né le 31 janvier 2007 à Hartberg en Autriche, est un footballeur autrichien qui évolue au poste de milieu droit au SK Sturm Graz.

## Biographie

### En club
Né à Hartberg en Autriche, Jacob Hödl est formé par le SK Sturm Graz. Il fait sa première apparition en équipe première lors d'un match de première division autrichienne face au FC Blau-Weiß Linz le 20 avril 2025. Il entre en jeu et son équipe l'emporte par huit buts à zéro.
Il devient champion d'Autriche en 2025, le SK Sturm Graz étant sacré pour la cinquième fois de son histoire,. 

### En sélection
Jacob Hödl représente l'Autriche en sélection. Il commence avec les moins de 15 ans, jouant deux matchs en 2021 et marquant un but.
Il est retenu avec l'équipe d'Autriche des moins de 17 ans pour participer au championnat d'Europe des moins de 17 ans en 2024. Titulaire lors de ce tournoi organisé à Chypre, il joue quatre matchs et son équipe est battue en quarts de finale par la Serbie (2-3 score final).

### En club
Sturm Graz
- Championnat d'Autriche (1) :
  - Champion : 2024-2025.